# Juan de Orduña y Fernández-Shaw
Juan de Orduña y Fernández-Shaw  (Madrid, 27 de desembre de 1900 – Madrid, 3 de febrer de 1974) va ser un actor i director de cinema espanyol.

## Biografia
Nascut en una família d'aristòcrates cursa estudis de Dret. La seva carrera artística com a actor va començar en els anys vint, incorporant-se a la Companyia de teatre d'Emilio Thuiller. En anys successius intervé en nombrosos títols muts. Participa com a actor protagonista en la primera pel·lícula sonora del cinema espanyol, El misterio de la Puerta del Sol (1929). A partir de l'arribada del cinema sonor, la seva presència davant la càmera es va espaiar, tot i que participaria en pel·lícules amb cert renom com Nobleza baturra (1935), de Florián Rey.
La seva trajectòria com a director és especialment destacable en la dècada que va seguir per fi de la Guerra Civil Espanyola. Es converteix en un dels cineastes més prolífics del moment i també un dels favorits del públic.
En la primera meitat dels anys quaranta es consolida com un més que correcte director de comèdies al gust de l'època, com Tuvo la culpa Adán (1944) o Ella, él y sus millones (1944).
L'estètica ampulosa i el gust per la interpretació grandiloqüent de la Història d'Espanya dels primers anys del franquisme aviat s'apoderarien de l'esperit del cinema de l'època i van passar a determinar en bona part el perfil de les pel·lícules d'Orduña. Així, es va especialitzar en drames històrics que exaltaven els valors patriòtics de l'Espanya imperial i que van gaudir del favor del públic. En aquesta època va rodar Locura de amor (1948), Agustina de Aragón (1950) —ambdues amb Aurora Bautista—, La leona de Castilla (1951) o Alba de América (1951).
L'evolució en els gustos del públic li portaria al llarg dels cinquanta a un nou gir en la temàtica del seu cinema i va tancar la dècada rodant El último cuplé (1957), vehicle reeixit per al lluïment de Sara Montiel.
Els seus últims anys els va dedicar a filmar sarsueles, un gènere que va viure un cert ressorgiment durant els anys seixanta.

## Filmografia com a director
- Me has hecho perder el juicio (1973)
- Eusebio, la Pantera Negra (1973)
- El caserío (1972)
- El huésped del sevillano (1970)
- La tonta del bote (1970)
- Bohemios (1969)
- La canción del olvido (1969)
- La Revoltosa (1969)
- Despedida de casada (1968)
- Maruxa (1968)
- Anónima de asesinos (1967)
- Abajo espera la muerte (1966)
- Nobleza baturra (1965)
- Bochorno (1963)
- El amor de los amores (1962)
- Teresa de Jesús (1961)
- La tirana (1958)
- Música de ayer (1958)
- El último cuplé (1957)
- El Padre Pitillo (1955)
- Zalacaín el aventurero (1955)
- Cañas y barro (1954)
- Alba de América (1951)
- La leona de Castilla (1951)
- Agustina de Aragón (1950)
- Pequeñeces... (1950)
- Tempestad en el alma (1949)
- Vendaval (1949)
- Mi enemigo el doctor (1948)
- Locura de amor (1948)
- La Lola se va a los puertos (1947)
- Serenata española (1947)
- Un drama nuevo (1946)
- Leyenda de feria (1946)
- Misión blanca (1946)
- Ella, él y sus millones (1944)
- La vida empieza a medianoche (1944)
- Yo no me caso (1944)
- Tuvo la culpa Adán (1944)
- Deliciosamente tontos (1943)
- Rosas de otoño (1943)
- Nostalgia (1942)
- El frente de los suspiros (1942)
- ¡A mí la legión! (1942)
- Porque te vi llorar (1941)
- Suite granadina (1940)
- Feria en Sevilla (1940)
- Una aventura de cine (1928)

## Filmografia com a actor
- Al diablo, con amor (1973)
- Zalacaín el aventurero (1955)
- Marruecos (1943)
- Flora y Mariana (1940)
- La gitanilla (1940)
- Leyenda rota (1939)
- El cura de aldea (1936)
- Nobleza baturra (1935)
- El misterio de la Puerta del Sol (1929)
- El rey que rabió (1929)
- Una aventura de cine (1928)
- Estudiantes y modistillas (1927)
- Las estrellas (1927)
- Los vencedores de la muerte (1927)
- Rocío del Albaicín (1927)
- Boy (1926)
- Pilar Guerra (1926)
- La casa de la Troya (1925)
- La chavala (1924)
- La revoltosa (1924)

## Premis
Medalles del Cercle d'Escriptors Cinematogràfics
| Any  | Categoria       | Pel·lícula     | Resultat  |
| ---- | --------------- | -------------- | --------- |
| 1946 | Millor direcció | Un drama nuevo | Guanyador |